# ژورجه فرناندز (شناگر)
ژورجه فرناندز (به انگلیسی: Jorge Fernandes) (زادهٔ ۳ آوریل ۱۹۶۲) شناگر اهل برزیل است.